# Lagrangeevo število
Lagrangeeva števila so v matematiki zaporedja števil, ki se pojavljajo v mejah pri aproksimaciji iracionalnih števil z racionalnimi števili. Z njimi je povezan Hurwitzev izrek.

## Definicija
Hurwitz je izboljšal Dirichletov kriterij iracionalnosti v izjavo, da je realno število {\displaystyle \alpha \,} iracionalno če in samo če obstaja neskončno mnogo takšnih racionalnih števil {\displaystyle p/q\,}, zapisanih okrajšano, da velja:
{\displaystyle \left|\alpha -{\frac {p}{q}}\right|<{\frac {1}{{\sqrt {5}}q^{2}}}\!\,.}
To je izboljšava Dirichletovega rezultata, ki je imel na desni strani člen {\displaystyle 1/q^{2}\,}. Hurwitzeva vrednost je najboljša možna, ker je število zlatega reza {\displaystyle \Phi \,} iracionalno, vendar, če se v zgornjem izrazu √5 zamenja s poljubnim večjim številom, bo moč najti le končno mnogo racionalnih števil, za katere velja neenakost za {\displaystyle \alpha =\Phi \,}.
Hurwitz je pokazal tudi, da če se {\displaystyle \Phi \,} ne upošteva, in se iz njega izpeljejo števila, se lahko poveča število √5. Pokazal je, da se ga lahko nadomesti s številom 2√2. Spet je sedaj ta meja najboljša možna v novem primeru, vendar je sedaj problem število √2. Če število √2 ni dovoljeno, se lahko na desni strani neenakosti poviša s števila 2√2 na (√221)/5. Ta ponavljajoči proces da neskončno zaporedje števil, ki konvergirajo k 3. Ta števila se imenujejo Lagrangeeva števila po Josephu Louisu Lagrangeu. Prva Lagrangeeva števila so:
{\displaystyle {\sqrt {5}}=2,236067977499789696409173668731276235440618\ldots \!\,,} (OEIS A002163),
{\displaystyle 2{\sqrt {2}}={\sqrt {8}}=2,828427124746190097603377448419396157139343\ldots \!\,,} (OEIS A010466),
{\displaystyle {\frac {\sqrt {221}}{\sqrt {5}}}=2,973213749463701104522401642786279330289797\ldots \!\,,} (OEIS A200991),
{\displaystyle {\frac {\sqrt {1517}}{\sqrt {13}}}=2,996052629869299469234139402626318639758302\ldots \!\,.}

## Povezava s števili Markova
n-to Lagrangeevo število {\displaystyle L_{n}\,} je dano z:
{\displaystyle L_{n}={\sqrt {9-{\frac {4}{{m_{n}}^{2}}}}}\!\,,}
kjer je {\displaystyle m_{n}\,} n-to število Markova,, to je takšno n-to najmanjše število m, da ima kvadratna enačba Markova:
{\displaystyle m^{2}+x^{2}+y^{2}=3mxy\!\,}
rešitev v pozitivnih celih številih {\displaystyle x\,} in {\displaystyle y\,}.